# Federico I di Württemberg (re)
Federico I Guglielmo Carlo di Württemberg, detto Dicker Friedrich (Federico il Grasso) (Trzebiatów, 6 novembre 1754 – Stoccarda, 30 ottobre 1816), già duca del Württemberg dal 1797 al 1806 con il nome di Federico III del Württemberg, fu il primo re del Württemberg dal 1806 fino alla sua morte.

## Biografia

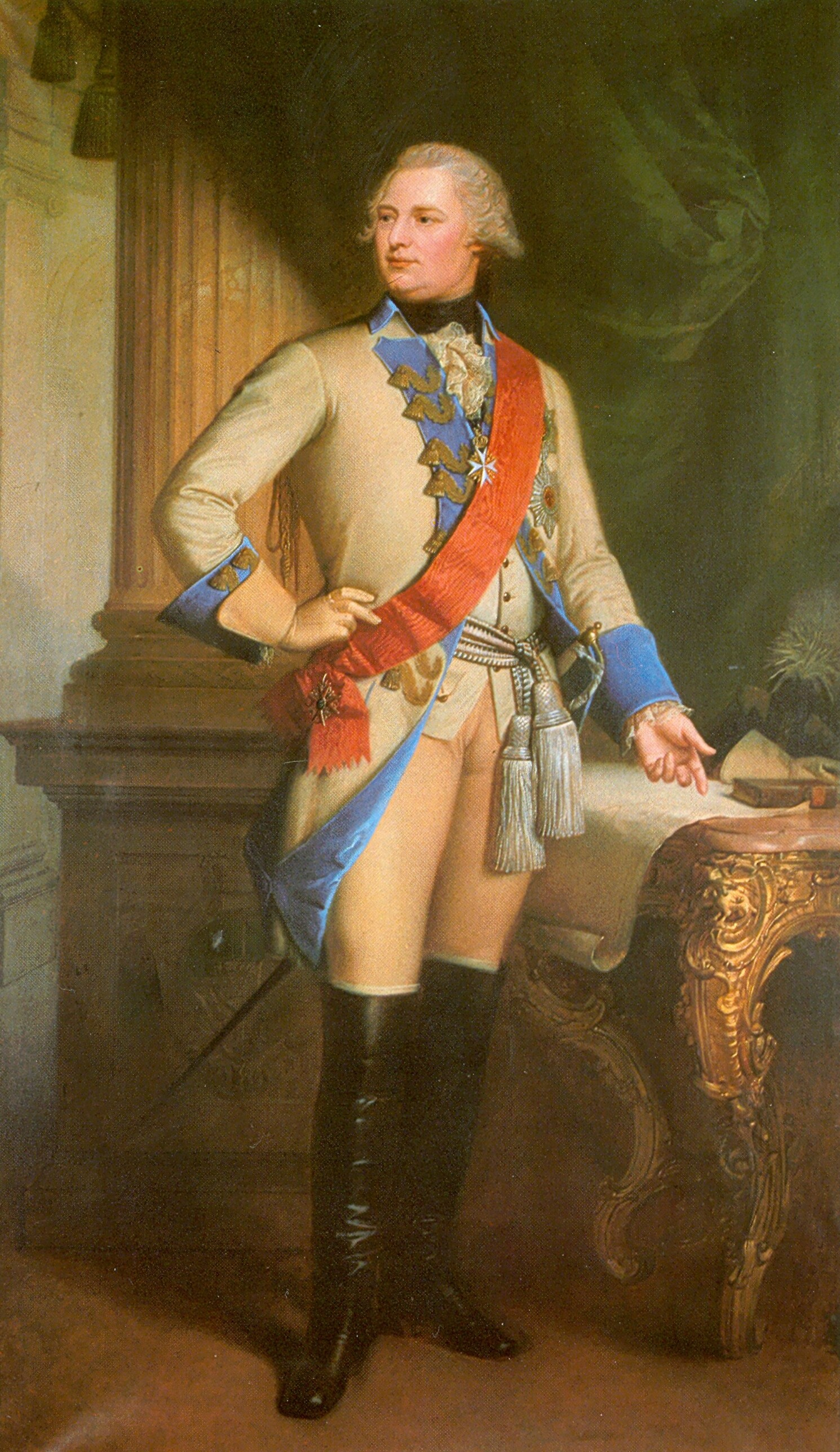
Ritratto del giovane duca Federico

Figlio del duca Federico Eugenio e di Federica Dorotea di Brandeburgo-Schwedt, sposò nel 1780 la principessa Augusta Carolina di Braunschweig-Wolfenbüttel (1764 – 1788) dalla quale ebbe due figli maschi e una femmina. Nel 1783 la zarina Caterina II lo nominò governatore generale della Finlandia russa fino al 1787. Il 27 settembre 1788 nel castello di Lhode, nell'Estonia occidentale, morì la moglie Augusta, in circostanze ancor oggi non chiarite, dopo che la coppia si era divisa.
Undici anni dopo Federico sposò in seconde nozze a Londra Carlotta di Hannover, principessa di Gran Bretagna e Irlanda (1766 – 1828), figlia del re Giorgio III e della regina Carlotta di Meclemburgo-Strelitz, dalla quale non ebbe figli.
Il 23 dicembre 1797, dopo la morte del padre, Eugenio Federico Carlo Guglielmo divenne duca regnante del Württemberg con il nome di Federico II. Egli aveva fama di prepotente e collerico, ma anche di politico risoluto. Regnò in modo neo-assolutista e annullò i poteri delle rappresentanze dei ceti del paese.

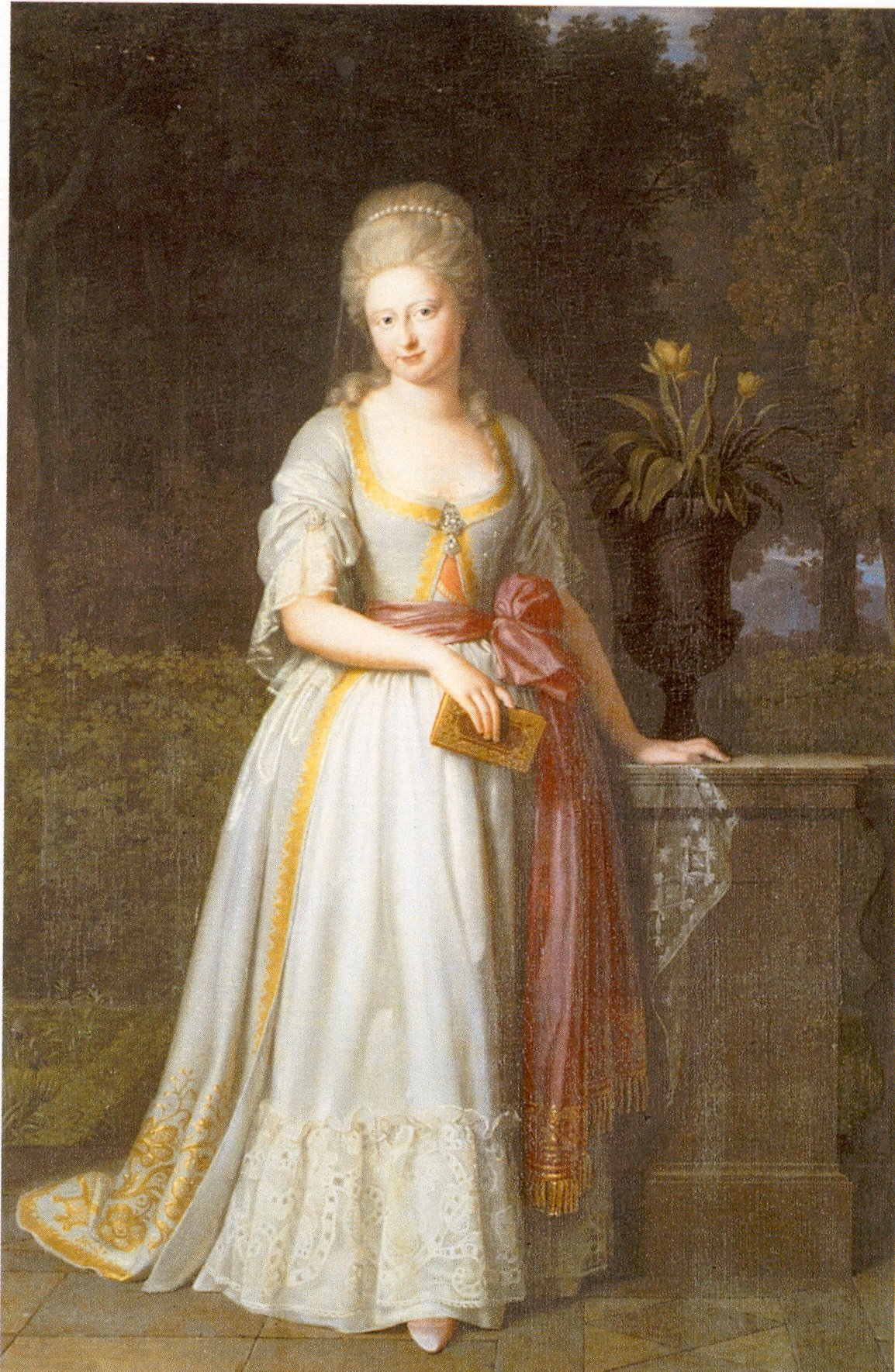
Augusta Carolina di Braunschweig-Wolfenbüttel

Nel 1800 il Württemberg fu occupato dalle truppe francesi di Napoleone Bonaparte e il duca fu obbligato ad allearsi alla Francia.
Nel corso della secolarizzazione conseguente al trattato di Parigi del 20 maggio 1802, che consolidava definitivamente l'annessione alla Francia dei territori sulla riva sinistra del Reno avvenuta nel 1793, molti piccoli stati tedeschi sulla riva destra furono sciolti e alcuni dei loro territori, fra il 1803 e il 1806, furono assegnati al ducato del Württemberg, cosicché questo divenne nel maggio 1803 sede di principe elettore e si ingrandì significativamente. I nuovi territori furono subito incorporati nel "Nuovo Württemberg".
Nell'ottobre 1805 lo stesso Napoleone si recò a Ludwigsburg per trattare con il duca-principe elettore. Il risultato fu che il 1º gennaio 1806 il neo-principe elettore ricevette la dignità regale. A quella data il territorio del Nuovo Württemberg si era ampliato quasi del doppio di quanto era nel 1803.
Accanto all'"Antico Württemberg" protestante si affiancarono nel nuovo regno numerosi territori cattolici, cosicché il nuovo re perseguì una politica di equiparazione dei diritti e la costituzione del vecchio stato fu radicalmente modificata dal re sotto la responsabilità del suo primo ministro, Wintzingerode il Vecchio. Il paese fu uniformemente organizzato e ricevette una rigida e illuminata amministrazione. Il precedente consiglio segreto fu rimpiazzato come autorità governativa da un ministero statale e Federico I divenne il fondatore del moderno stato del Württemberg. Con forte autorità Federico accelerò il processo di unificazione, spesso senza alcun rispetto per le tradizioni. Il Württemberg entrò nel 1806 nella Confederazione renana, sotto il protettorato di Napoleone, ove Federico si dimostrò in seguito membro autonomo.
La figlia di Federico, Caterina, sposò il fratello minore di Napoleone, Girolamo, che divenne re di Vestfalia, con il che la famiglia Bonaparte si imparentò con una delle più antiche dinastie europee.
Durante la Deutsche Befreiungskrieg (guerra di liberazione tedesca), Federico cambiò fronte e si aggiunse agli alleati della sesta coalizione e il Württemberg partecipò alle battaglie contro Napoleone. Per Federico l'essere il cognato del reggente del trono inglese (più tardi re Giorgio IV) e lo zio dello zar Alessandro I agevolò naturalmente il suo ingresso nell'alleanza.
Dopo la caduta di Napoleone partecipò al Congresso di Vienna, dal quale fu confermato re del Württemberg. In quella sede Federico e i suoi ministri furono molto impegnati a far sì che lo stato mantenesse i territori acquisiti nei precedenti quindici anni. Egli quindi divenne il bersaglio dell'organizzazione dei principi spodestati, che speravano nel sostegno delle grandi potenze per recuperare la loro perduta sovranità. Ma la monarchia austriaca, che era vista come la naturale alleata di questi principi, era più interessata ad essere l'alleata di uno stato tedesco di medie dimensioni come il Württemberg piuttosto che la protettrice di una miriade di piccoli regni come era stato nel vecchio impero e a Federico fu consentito di mantenere i territori acquisiti.
Dopo il crollo del sistema napoleonico Federico spinse la figlia Caterina a separarsi dal marito Girolamo, ma lei decise invece di rimanergli accanto. Così l'ex sovrano della Vestfalia ricevette il titolo württemburghese di principe di Monfort. Dal figlio di Caterina, soprannominato principe Plon-Plon, discendono i Bonaparte oggi viventi.
I primi due decenni del XIX secolo furono funestati da cattivi raccolti e culminarono con la crisi del 1816-1817. Federico morì nell'autunno del 1816, dopo una breve malattia; la sua salma fu tumulata nella cripta del castello di Ludwigsburg.

## Discendenza
Dalla prima moglie Federico ebbe quattro figli:
- Guglielmo, (1781 – 1864), suo successore nel regno del Württemberg, sposò la principessa Carolina Augusta di Baviera, in seconde nozze la granduchessa Ekaterina Pavlovna Romanova e in terze nozze la principessa Paolina di Württemberg;
- Caterina Federica Sofia Dorotea (1783 – 1835), andata sposa al re di Vestfalia Girolamo Bonaparte, fratello di Napoleone Bonaparte;
- Augusta Dorotea Maria (1783 – 1784);
- Paolo Federico Carlo Augusto (1785 – 1847), sposò la principessa Carlotta di Sassonia-Hildburghausen.

## Ascendenza
|                                           |                                          |                                                           | Genitori                                  |  |  | Nonni |  |  | Bisnonni                                |  |  | Trisnonni                   |  |
|                                           |                                          |                                                           |                                           |  |  |       |  |  | Federico Carlo di Württemberg-Winnental |  |  | Eberardo III di Württemberg |  |
|                                           |                                          |                                                           |                                           |  |  |       |  |  | Federico Carlo di Württemberg-Winnental |  |  | Eberardo III di Württemberg |  |
|                                           |                                          | Anna Caterina Dorotea di Salm-Kyrburg                     |                                           |  |  |       |  |  | Federico Carlo di Württemberg-Winnental |  |  |                             |  |
| Carlo I Alessandro di Württemberg         |                                          |                                                           |                                           |  |  |       |  |  | Federico Carlo di Württemberg-Winnental |  |  |                             |  |
|                                           |                                          | Eleonora Giuliana di Brandeburgo-Ansbach                  | Alberto II di Brandeburgo-Ansbach         |  |  |       |  |  |                                         |  |  |                             |  |
|                                           |                                          | Eleonora Giuliana di Brandeburgo-Ansbach                  | Alberto II di Brandeburgo-Ansbach         |  |  |       |  |  |                                         |  |  |                             |  |
|                                           |                                          | Eleonora Giuliana di Brandeburgo-Ansbach                  | Sofia Margherita di Oettingen-Oettingen   |  |  |       |  |  |                                         |  |  |                             |  |
| Federico II Eugenio di Württemberg        |                                          | Eleonora Giuliana di Brandeburgo-Ansbach                  |                                           |  |  |       |  |  |                                         |  |  |                             |  |
|                                           |                                          | Anselmo Francesco di Thurn und Taxis                      | Eugenio Alessandro di Thurn und Taxis     |  |  |       |  |  |                                         |  |  |                             |  |
|                                           |                                          | Anselmo Francesco di Thurn und Taxis                      | Eugenio Alessandro di Thurn und Taxis     |  |  |       |  |  |                                         |  |  |                             |  |
|                                           |                                          | Anselmo Francesco di Thurn und Taxis                      | Anna Adelaide di Fürstenberg-Heiligenberg |  |  |       |  |  |                                         |  |  |                             |  |
| Maria Augusta di Thurn und Taxis          |                                          | Anselmo Francesco di Thurn und Taxis                      |                                           |  |  |       |  |  |                                         |  |  |                             |  |
|                                           |                                          | Maria Ludovica Anna di Lobkowicz                          | Ferdinando Augusto Leopoldo di Lobkowicz  |  |  |       |  |  |                                         |  |  |                             |  |
|                                           |                                          | Maria Ludovica Anna di Lobkowicz                          | Ferdinando Augusto Leopoldo di Lobkowicz  |  |  |       |  |  |                                         |  |  |                             |  |
|                                           |                                          | Maria Ludovica Anna di Lobkowicz                          | Maria Anna di Baden-Baden                 |  |  |       |  |  |                                         |  |  |                             |  |
| Federico I del Württemberg                |                                          | Maria Ludovica Anna di Lobkowicz                          |                                           |  |  |       |  |  |                                         |  |  |                             |  |
|                                           | Filippo Guglielmo di Brandeburgo-Schwedt | Federico Guglielmo I di Brandeburgo                       |                                           |  |  |       |  |  |                                         |  |  |                             |  |
|                                           | Filippo Guglielmo di Brandeburgo-Schwedt | Federico Guglielmo I di Brandeburgo                       |                                           |  |  |       |  |  |                                         |  |  |                             |  |
|                                           | Filippo Guglielmo di Brandeburgo-Schwedt | Sofia Dorotea di Schleswig-Holstein-Sonderburg-Glücksburg |                                           |  |  |       |  |  |                                         |  |  |                             |  |
| Federico Guglielmo di Brandeburgo-Schwedt | Filippo Guglielmo di Brandeburgo-Schwedt |                                                           |                                           |  |  |       |  |  |                                         |  |  |                             |  |
|                                           |                                          | Giovanna Carlotta di Anhalt-Dessau                        | Giovanni Giorgio II di Anhalt-Dessau      |  |  |       |  |  |                                         |  |  |                             |  |
|                                           |                                          | Giovanna Carlotta di Anhalt-Dessau                        | Giovanni Giorgio II di Anhalt-Dessau      |  |  |       |  |  |                                         |  |  |                             |  |
|                                           |                                          | Giovanna Carlotta di Anhalt-Dessau                        | Enrichetta Caterina d'Orange              |  |  |       |  |  |                                         |  |  |                             |  |
| Federica Dorotea di Brandeburgo-Schwedt   |                                          | Giovanna Carlotta di Anhalt-Dessau                        |                                           |  |  |       |  |  |                                         |  |  |                             |  |
|                                           |                                          | Federico Guglielmo I di Prussia                           | Federico I di Prussia                     |  |  |       |  |  |                                         |  |  |                             |  |
|                                           |                                          | Federico Guglielmo I di Prussia                           | Federico I di Prussia                     |  |  |       |  |  |                                         |  |  |                             |  |
|                                           |                                          | Federico Guglielmo I di Prussia                           | Sofia Carlotta di Hannover                |  |  |       |  |  |                                         |  |  |                             |  |
| Sofia Dorotea di Prussia                  |                                          | Federico Guglielmo I di Prussia                           |                                           |  |  |       |  |  |                                         |  |  |                             |  |
|                                           |                                          | Sofia Dorotea di Hannover                                 | Giorgio I del Regno Unito                 |  |  |       |  |  |                                         |  |  |                             |  |
|                                           |                                          | Sofia Dorotea di Hannover                                 | Giorgio I del Regno Unito                 |  |  |       |  |  |                                         |  |  |                             |  |
|                                           |                                          | Sofia Dorotea di Hannover                                 | Sofia Dorotea di Celle                    |  |  |       |  |  |                                         |  |  |                             |  |
|                                           |                                          | Sofia Dorotea di Hannover                                 |                                           |  |  |       |  |  |                                         |  |  |                             |  |